# Malaprespia albanica
Malaprespia albanica is een slakkensoort uit de familie van de Hydrobiidae. De wetenschappelijke naam van de soort is voor het eerst geldig gepubliceerd in 1973 door Radoman.